# الشاذلية (أسوان)
قرية الشاذلية هي إحدى القرى التابعة لمركز إدفو في محافظة أسوان في جمهورية مصر العربية.